# Conglomérat (économie)
Pour les articles homonymes, voir Conglomérat.
 (avril 2017).
Si vous disposez d'ouvrages ou d'articles de référence ou si vous connaissez des sites web de qualité traitant du thème abordé ici, merci de compléter l'article en donnant les références utiles à sa vérifiabilité et en les liant à la section « Notes et références ».
Un conglomérat est un groupe constitué d'entreprises aux activités très différentes, ce qui permet de diversifier les risques : les pertes de certaines activités pourront être compensées par les profits d'autres activités.
Une entreprise conglomérale possède des activités dans des domaines fort différents et non liés. Par exemple : General Electric, LVMH, Kering, Bouygues sont des conglomérats. Ces sociétés sont présentes dans une centaine de métiers tels que le BTP, l'industrie du luxe, la finance ou l'électricité.
Les conglomérats, qui sont des groupes à vocation industrielle très diversifiée, sont surtout valorisés sur le marché par rapport à la somme des actifs qui la composent (valeur inférieure à la somme des parties). Cette décote relève de la valorisation négative d'un risque diversifié non choisi par l'investisseur, de modestes voire improbables synergies entre les différentes activités et surtout de l'aversion d'une mauvaise allocation des ressources entre les divisions non rentables et les activités "vaches à lait" du groupe,,

## Liste des principaux conglomérats en France
- Alstom
- Orano
- Bolloré
- Bouygues
- Danone
- Groupe Dassault
- Engie
- Groupe Casino
- Groupe SEB
- Kering
- Keran
- Lactalis
- Lagardère Group
- Louis Dreyfus Group
- LVMH
- Pernod Ricard
- Safran
- Schneider Electric
- Technicolor SA
- Total S.A.
- Veolia
- Vivendi